# Center for Cybersikkerhed
Center for Cybersikkerhed (CFCS) er en dansk organisation der varetager nationale opgaver som it-sikkerhedsmyndighed og som netsikkerhedstjeneste (MILCERT og GovCERT). Center for Cybersikkerhed blev etableret i 2012 som en del af Forsvarets Efterretningstjeneste (FE).
"Center for Cybersikkerheds hovedopgave er at understøtte et højt informationssikkerhedsniveau i den informations- og kommunikationsteknologiske infrastruktur, som samfundsvigtige funktioner er afhængige af."
CFCS er ved loven gjort til del af FE. Dette indebærer, at CFCS er organiseret som en sektor i FE, med egen direktør, der refererer til Chefen for FE. Som følge af at CFCS har en række særlige opgaver og et særligt mandat, fastsat ved lov, løser centeret opgaver og behandler personoplysninger på et selvstændigt grundlag. Personoplysninger indsamlet af CFCS - der i meget betydeligt omfang vedrører danske personer og virksomheder - kan alene i meget særlige og begrænsede tilfælde deles med FE. 
I august 2024, blev det meldt ud, at CFCS (undtagen Netsikkerhedstjenesten) ville blive flyttet over til det nyoprettede Ministeriet for Samfundssikkerhed og Beredskab. Centret blev 29. januar 2025 lagt under den nyoprettede Styrelsen for Samfundssikkerhed.

## Lovgrundlag
Loven om Center for Cybersikkerhed regulerer centret. Loven trådte i kraft den 1. juli 2014. Loven blev revideret 8. maj 2018 og 7. maj 2019.
Den seneste revision af loven om Center for Cybersikkerhed vakte en del debat, da den tilfører centeret en række udvidede beføjelser, bl.a. vedrørende overvågning. Det medførte kritiske høringssvar fra en række organisationer,. bl.a. Advokatrådet, Dansk Erhverv og Amnesty International. Loven blev godkendt 11. marts 2019 i en aftale støttet af et bredt politisk flertal bestående af Venstre, Liberal Alliance, Det Konservative Folkeparti, Socialdemokratiet, Dansk Folkeparti og Radikale Venstre.

## Organisation
CFCS (på nær Netsikkerhedstjenesten) er formelt underlagt Ministeriet for Samfundssikkerhed og Beredskab siden august 2024, hvor det blev flyttet fra Forsvarsministeriet som en afdeling under Forsvarets Efterretningstjeneste (FE). Centeret er stadig plaget af en tæt forbindelse med FE, bl.a. med hensyn til lokaler, hjemmeside og stabsressourcer.
Centeret ledes af Thomas Flarup.